# Sveti pas
Sveti pas (tudi Sveta opasica, Tomažev pas, Devičin pas ali Sacra Cintola v sodobni italijanščini) je krščanska relikvija v obliki 'pasu' ali vozlane tekstilne vrvice, ki se uporablja kot pas, in ga je po srednjeveški legendi izpustila Devica Marija z neba do apostola svetega Tomaža v času Marijinega vnebovzetja ali okoli njega. Domnevni izvirni pas je relikvija, ki pripada stolnici v Pratu v Toskani v Italiji in je njegovo čaščenje veljalo za posebno koristno za nosečnice. Zgodba je bila pogosto upodobljena v umetnosti Firenc in celotne Toskane, hramba in razstavljanje relikvije v Pratu pa je ustvarila naročila za številne pomembne umetnike zgodnje italijanske renesanse. Relikvija v Pratu je v katoliških rokah presegla več tekmecev in je katoliški ekvivalent različnim relikvijam, ki jih imata Pas presvete Bogorodice vzhodne pravoslavne cerkve in Sveti pas sirske pravoslavne cerkve.

## Legenda
Legenda o Svetem pasu verjetno izvira iz vzhoda, v Italiji pa je bila v 14. stoletju dobro znana. Tomaž je poleg poslanstva v Indiji najbolj znan po epizodi Nejeverni Tomaž (Jn 20,24-29), kjer je pogrešal Jezusov videz po vstajenju kot deset drugih apostolov in dejal, da ne bo verjel, da se je Jezus vrnil dokler ni začutil ran. V zgodbi o pasu ob Marijinem vnebovzetju, kjer so bili prisotni tudi drugi apostoli, je Tomaž znova zamudil priložnost (ko se je vračal iz Indije), zato se je Devica Marija, zavedajoč se Tomaževe skeptične narave, naj obrnila posamično in mu spustila pas, ki ga je nosila, da mu je fizično dokazala, kaj je videl. V drugih različicah so ga čudežno prepeljali iz Indije na Oljsko goro, da bi bil prisoten pri dejanskem vnebovzetju in Devica mu je spustila svoj pas, ko je bila odnesena v nebesa. Lahko pa je bil samo Tomaž dejansko priča Vnebovzetju in Devica je pas pustila kot dokaz za svojo zgodbo drugim apostolom (čudovita inverzija epizode Nejeverni Tomaž).
Legenda je na kratko opisana v Zlati legendi, pri čemer je Tomaž pogrešal vnebovzetje in kasneje prejel pas. Pas je bil pogost simbol deviškosti in svetemu Tomažu Akvinskemu so ga primer podarili angeli po spolni skušnjavi.

## V umetnosti
V le nekaj milj oddaljenih Firencah, ki so v letih 1350–51 prevzele nadzor nad Pratom, se pas začne pojavljati v florentinski umetnosti, prikazuje pa ga lik Madonne del Parto, ikonične figure, ki prikazujejo nosečo Devico Marijo.
Najenostavnejša različica zgodbe, ki je v umetnosti znana pod imenom Madona pasu (Madonna della Cintola), v svoji osnovni obliki prikazuje Devico na nebu in Tomaža na tleh, pas pa spusti ali preda. Običajno je Tomaž pred praznim sarkofagom, ki ga je zasedala Devica, včasih zdaj v njem rastejo rože. V bolj dodelanih različicah so lahko prisotni portreti angelov, svetnikov in donatorjev. Različica legende, v kateri je Tomaž edini apostol, ki vidi dejansko vnebovzetje, pomeni, da so takšne slike lahko upravičeno naslovljene kot predpostavke, kar so pogoste. Izgubljene različice Botticellija in Perugina (v Sikstinski kapeli) so znane iz risb.
Dogodek se pojavlja tudi v številnih delih, ki prikazujejo Vnebovzetje z ostalimi apostoli, kjer Tomaž lovi padajoči pas ali pa ga je prijel in ga drži, kot Rafaelov Oddijev oltar in Tizianovega Marijino vnebovzetje v Veronski stolnici. Prav tako drži pas v Madonna della Cintola (pogosto imenovano Vnebovzetje) Pinturicchia v prostorih Borgia v Vatikanski palači (1492–94), kjer je edini apostol. Oltarna slika Palme Vecchio, ki je zdaj v galeriji Brera v Milanu, prikazuje vmesno različico, Tomaž v daljavi hiti proti drugim apostolom, Devica pa snema pas.
Prato, nekoliko severno od Firenc, naj bi zagotovil obrambo večjega mesta pred napadi s severa. Prato so prevzele Firence med vojno z Milanom, tik pred invazijo Giovannija Viscontija da Oleggia leta 1351 na Toskano, ko je bil novo zaseden Prato obvožen in so bile Firence oblegane, preden je bilo obleganje na praznik Vnebovzetja opuščeno. To je bilo veliko olajšanje, saj je bila večina florentinskih vojakov nastanjena v Pistoii in Pratu. Domneva se, da sta ta živčni čas in datum umiranja obleganja v naslednjih letih spodbudila znatno število florentinskih umetniških naročil, ki so vključevale zgodbo o pasu. Najpomembnejši in najvplivnejši je marmorni relief v naravni velikosti na zadnji steni ogromnega svetišča tabernakelj v Orsanmichele, avtor Andrea Orcagna iz leta 1352–59. Leta 1402 je milanski vojvoda Gian Galeazzo Visconti znova napadel florentinsko ozemlje, relikvijo pa so nosili po mestu, da bi ga zaščitila in menda ga niso napadli. Ali se je takšna procesija zgodila tudi leta 1351, ni jasno. 

## Galerija
- Maso di Banco,  Marija spusti pas k apostolu Tomažu’’, 1337-9, Berlin. Pas visi z Devičine roke.
- Nardo di cione, Madonna del parto in darovalka, 1355-1360
- Marija na prestolu z angeli in apostoli, s Tomažem in pasom na sredini plošče
- Sebastiano Mainardi, Marijino vnebovzetje z darovanjem pasu’’, 15. stoletje, kapela Baroncelli
- Andrea della Robbia, terakota relief
- Jacopo Sansovino, Madonna del Parto, tukaj vključno z otrokom, z vidnim pasom.
- Cappella del sacro cingolo v stolnici v Pratu
- Relief iz 14. stoletja v muzeju, morda s prve prižnice, zgrajene za prikaz relikvije

## Umetnost relikvije iz Prata
Relikvijo v Pratu hranijo v relikviariju v Cappella del Sacro Cingolo v stolnici v Pratu in ga še vedno petkrat letno razstavljajo, na rojstni dan Device Marije 8. septembra in druge praznike. V srednjem veku je razstava sovpadala s tremi dnevi sejma v Pratu (trgovanje) in so jo spremljali podrobni državljanski obredi in praznovanja. Po letu 1348 je zadeve v zvezi z relikvijo nadzorovala Opera del Sacro Cingolo, organ štirih moških laikov, ki ga je izvolil mestni svet in je obdržal tretjino dohodka, zbranega od romarjev za financiranje njihovega dela.
Po poskusu kraje leta 1312 in naraščajočem številu romarjev se je mesto odločilo, da morajo zgraditi novo kapelo v stolnici, v kateri bo relikvija, ki je bila prej v stolnem koru. Nova kapela je na zahodnem koncu leve stranske ladje, blizu glavnih vrat. Začne se z zaščitenim prostorom pod prvim lokom ladje, sega pa nazaj v nov odsek, zgrajen iz stranske stene stolnice. Dokončanje kapele je trajalo preostanek stoletja, pas pa je bil dokončno nameščen na velikonočno nedeljo leta 1395. V kapeli so freske Zgodbe Device in Cintole Agnola Gaddija (1392–1395). Oltar iz 18. stoletja, ki zapira Cintolo, krona marmornata Madona z otrokom (ok. 1301), ki velja za eno mojstrovin Giovannija Pisana.
Verjetno zato, ker je bila relikvija v Pratu vedno zložena v relikviariju in ker obstaja veliko rivalskih relikvij, je opazno, da se toskanski umetniki, ki jo upodabljajo, ne morejo strinjati glede njegove natančne oblike, vendar je več vozlov po njeni dolžini in oblikovanih ali razdeljenih koncih skupna značilnost.
Zgrajeni sta bili dve zaporedni prižnici za javno razstavo relikvije v Pratu, prva je bila očitno znotraj stolnice in je zdaj ni več, verjetno pa je bila okrašena z reliefi iz 14. stoletja, ki so zdaj v stolničnem muzeju. Druga je bila zgrajena zunaj, štrleč iz vogala stolnice, v 1430-ih s strani Donatella in Michelozza, z reliefnim frizom puttov. Ta je zelo visoka in ne omogoča natančnega pogleda na relikvijo, ko je prikazana. Ta prižnica se uporablja še danes, čeprav so bili precej obrabljeni originalni reliefi prestavljeni v muzej in nadomeščeni s kopijami. V muzeju je tudi relikviarij Masa di Bartolomea iz leta 1446–47, okrašen s putti, ki se ujemajo z zunanjo prižnico; izdelal je tudi zelo lepe renesančne kovinske zaslone, ki so od prehoda zapirali dve strani kapele Cintola, delno pa so jih plačali Medičejci. Relikvija je danes v relikviariju iz stekla in kovine. Glavna prižnica v stolnici je za običajno pridiganje okrašena z reliefi Donatellovega učenca Antonia Rossellina in Mina da Fiesole in je bila dokončana leta 1473. Osrednja reliefna plošča je Madonna della Cintola. Glavna oltarna slika, postavljena leta 1338, je imela isti prizor, verjetno avtorja Bernarda Daddija, od katere je zdaj izgubljena glavna plošča, stolnica pa še vedno vsebuje druge poslikane in terakota reliefne upodobitve Ridolfa Ghirlandaia in drugih .
- Zunanja prižnica v Pratu Donatello in Michelozzo, 1430-ih
- Podrobnosti originalnih reliefov prižnice v stolničnem muzeju
- Relikviarij za pas v Pratu, ki je zdaj v škofijskem muzeju, 1446-7, avtor Maso di Bartolomeo
- Madonna della Cintola na prižnici Antonia Rossellina in Mina da Fiesola, dokončana 1473.

## Druge relikvije
Po starodavnem krščanskem svetu je bilo nekaj domnevnih originalnih relikvij pasov, delno povezanih s terciarnimi relikvijami (pasovi, ki so se dotikali domnevnega pravega pasu) – Elizabeta Yorška, kraljica Henrika VII. Angleškega je imela enega za pomoč pri nosečnosti, v Westminstrski opatiji v Londonu pa je bil 'original'. Pas iz Prata je bil v zahodni cerkvi najbolj cenjen in je imel legendarno poreklo, v katerem je sodeloval trgovec iz Prata, imenovan Michele Dagomiri, ki se je poročil z jeruzalemsko žensko, potomko duhovnika vzhodnega obreda, kateremu je Tomaž relikvijo zaupal pred tvegano misijo v Indijo. Konvencionalni dokumentarni zapisi kažejo, da je bila relikvija v Pratu do 1270-ih let in je tja morda prispela leta 1194.
Pas presvete Bogorodice, dolgo v cerkvi sv. Marije Blacherne v Konstantinoplu (danes Carigrad) in zdaj v samostanu Vatoped na Atosu, je glavna enakovredna relikvija vzhodne pravoslavne cerkve, ki temelji na isti legendi. Očitno je narejena iz kamelje dlake, v zlatu pa jo je izvezla bizantinska cesarica Zoe (978–1050).
Sirska pravoslavna cerkev še vedno časti relikvijo, sveti pas (sveti Soonoro v sirščini v Homsu v Siriji, ki je del pasu; hranijo jo v stolnici Um Al Zennar (arabsko كاتدرائية السيدة العذراء أم الزنار‎, Um az-Zinnar; svete Marije svetega pasu), starodavni cerkvi, ki je bila poškodovana med sirsko državljansko vojno.
Firenška velika tekmica Siena, je leta 1359 za bolnišnico Santa Maria della Scala pridobila konkurenčno relikvijo pas, Marijina bazilika v Maastrichtu pa drugo.